# カラー映画
カラー映画（カラーえいが、Color motion picture film）は、モノクロフィルムを使うモノクロ映画（白黒映画）に対して、カラーフィルムを使用し自然のままの色を再現した映画をいう。

## 歴史
「映像に色をつける」という試みはサイレント映画時代の初期から試みられており、当時は1コマ1コマ手作業で着色されていた。
最初期のカラー映画には1906年に発明されたキネマカラーがある。これはカラーフィルムではなく、スクリーンに緑と赤のコマを交互に映すことで色彩を表現するもので、1909年以降は商業映画にも使用されたが色彩の不自然さ等の欠点から定着しなかった。
その後カラーフィルム自体は1916年に二原色式テクニカラーが開発されるが、青や黄色が表現できないなど、やはり色彩再現力が不完全であった。1932年にはそれらの欠点を克服した三原色式の改良版テクニカラーが開発され、ディズニーのシリー・シンフォニー・シリーズの『花と木』で初めて採用される。ウォルト・ディズニーは2年間の三原色式テクニカラーの独占使用契約をテクニカラー社と結んだため、その間他の映画スタジオは二原色式テクニカラーかあるいはシネカラーなどの不完全なカラー・システムの使用を余儀なくされた。1935年には初の全編テクニカラーの長編劇映画『虚栄の市』（ルーベン・マムーリアン監督）が公開され、カラー映画の製作本数は徐々に増えていく。この頃に作られたカラー作品の映画には、『スタア誕生』（1937年）、『白雪姫』（1937年）、『ロビン・フッドの冒険』（1938年）、『オズの魔法使』（1939年）、『風と共に去りぬ』（1939年）、『ファンタジア』（1940年）などがある（いずれもテクニカラー作品）。テクニカラーは色の表現力や耐久性で他のカラー・システムを圧倒し、色彩映画の代表格となっていく。第二次世界大戦中から戦後しばらくの間は主にミュージカル映画で活用された。また東側諸国でも第二次世界大戦後、ナチス・ドイツから奪ったアグファカラーフィルムを使い、1949年のソ連映画『ベルリン陥落』などのカラー映画が登場した（余談であるが、小津安二郎はアグファカラーの色彩を好んでおり、『彼岸花』以降のカラー作品にアグファカラーを用いている）。
前述のテクニカラーは光をプリズムに通して分光させ、二原色法ならば赤・緑に、三原色法ならば赤・緑・青にそれぞれ感光させたものを再び合成させて完成プリントを得る方式であり、撮影時にそれぞれ通常の2あるいは3倍の量のフィルムが必要であった。しかし1954年頃には1本のフィルムでカラー撮影が可能なモノパック方式のイーストマン・カラーが実用化され（開発は1930年代半ばから続けられていた）、次第にテクニカラーに取って代わっていく。しかし初期のイーストマン・カラーは複雑な化学処理を伴うために褪色しやすい上に、表現力でテクニカラーに劣っていた。
日本では、天然色活動写真株式会社などで大正時代に作られたキネマカラー（二色映画）を別にすると、短編カラー映画は、1937年に作られた『千人針』が最初で、長編映画では同年1937年製作の月形 龍之介主演、志波西果/監督の『月形半平太』製作/大日本天然色映画、配給/日活があった。1945年に『春の歌』も制作が進められた。これらの作品はあまり知られることもなかった上に、『千人針』はフィルムは外国産、『月形半平太』はフランス人スタッフに依る外国産フィルム撮影で、『春の歌』は試作段階の国産フィルムを使用し、『月形半平太』と『春の歌』に記録はあるもののフィルムが戦災などで焼失している。『千人針』のほうは、かなり欠損しているものの、満州に進攻してきたソ連軍に接収されたフィルムが、ロシアのアーカイブに保存されていた。1951年の松竹大船撮影所製作の『カルメン故郷に帰る』は、飽くまで国産のフジカラーのカラーフィルムに依る最初の長編カラー映画であるが、「日本の最初のカラー映画」としている文献もよく見かける。なお、日本の最初のカラー特撮映画では『宇宙人東京に現わる』が最初であった。1970年前後まではカラーフィルムは白黒フィルムに比べ格段にコスト高であり、ピンク映画をはじめ、大手作品でも低予算映画の多くは白黒で制作された（黒澤明ら白黒にこだわり続けた映画監督も存在したため、必ずしも白黒映画イコール低予算映画とは限らない）。特にピンク映画の一部は濡れ場のクライマックスのみにカラーを混在させてカラー映画と称したため、これと区別するため「オールカラー」や「総天然色」というポスター表記が使われていた。
1970年代にはカラー映画が主体となり、1980年代以降、モノクロ映画の製作は『シンドラーのリスト』『エド・ウッド』『麻雀放浪記』『黒い雨』『アーティスト』などわずかとなった。これらの作品はフィルム価格や撮影技術などの制限で仕方なくモノクロになったのではなく、モノクロの映像が与える効果を狙って製作者側が意図的にモノクロを選んだものである。

## 参考資料
- 『Glorious Technicolor』 - 『ロビンフッドの冒険』DVD（2枚組スペシャル・エディション）に所収の、テクニカラーおよびカラー映画に関するドキュメンタリー。